# Aitnaios
Aitnaios (altgriechisch Αἰτναῖος Aitnaíos, latinisiert Aetnaeus) ist eine Epiklese der griechischen Götter Zeus und Hephaistos, mit der sie am sizilianischen Vulkan Ätna verehrt wurden.
Ein Aitnaia genanntes Fest zu Ehren des Zeus Aitnaios wurde in der am Ätna gelegenen Stadt Aitne gefeiert. Das Fest soll von Hieron eingerichtet worden sein, als er die Stadt gründete, über das Fest selbst ist nur bekannt, dass in seinem Rahmen Agone in Form von Wagenrennen abgehalten wurden. Auf dem Ätna befand sich zudem eine Kultstatue. Eine Abbildung des Zeus Aitnaios findet sich auf dem Revers einer Tetradrachme aus Aitne, auf der er auf einem mit Ornamenten versehenen und mit einem Pantherfell bedeckten Thron sitzt. Er ist mit einem Himation bekleidet, in der linken Hand hält er seinen Donnerkeil, in der rechten einen Stab, der als Weinstock gedeutet wird. Vor ihm steht eine Pinie, auf der ein Adler sitzt. Das Pantherfell und der Weinstock deuten darauf hin, dass in den Kult des Zeus Aitnaios Züge des Dionysoskultes eingeflossen sein könnten.
Da der Gott der Schmiedekunst Hephaistos als im Ätna wohnend gedacht wurde, wurde auch er als Hephaistos Aitnaios verehrt. Im Satyrspiel Kyklops von Euripides wird er von Odysseus angerufen, bei Gaius Valerius Flaccus und Claudius Aelianus wird er in seiner römischen Entsprechung Vulcanus als Herrscher des Ätnas erwähnt.
Bei den lateinischen Dichtern Vergil und Ovid wird Aetnaeus darüber hinaus als Beiname für die Kyklopen gebraucht, die als Gehilfen des Vulcanus ebenfalls den Ätna bewohnen.